# Kvadratkilometer

1 km²

Kvadratkilometer eller km² är en areaenhet, och det grundmått som används inom geografi på internationell nivå, till exempel för att ange länders yta. Sveriges areal är 449 964 km² och Östersjöns ungefär 390 000 km². 
1 km² är detsamma som: 
- arean av en kvadrat med 1 kilometer långa sidor, eller av olika rektanglar med samma produkt, till exempel en rektangel som är 500 meter bred och 2 000 meter lång: 0,5 km × 2 km = 1 km².
- 1 000 000 m²
- 100 hektar

Eftersom en kvadratkilometer är relativt stor används inom till exempel jord- och skogsbruk snarare hektar som grundmått. 